# Klepaczew
Klepaczew – wieś sołeckaw Polsce położona w województwie mazowieckim, w powiecie łosickim, w gminie Sarnaki. Leży nad Bugiem.
Wieś królewska w starostwie mielnickim w ziemi mielnickiej województwa podlaskiego w 1795 roku. W latach 1975–1998 miejscowość administracyjnie należała do województwa bialskopodlaskiego.